# Анисилацетат
Анисилацетат (ацетат 4-метоксибензилового спирта) — соединение класса сложных эфиров.
Анисилацетат представляет собой бесцветную или слабо-жёлтую жидкость, растворимую в этаноле, нерастворимую в воде, пропиленгликоле и глицерине. Обладает фруктово-цветочным запахом, имеющим бальзамический оттенок.
Анисилацетат в природе содержится в некоторых ягодах. Его получают искусственно в реакции этерификации анисового спирта и уксусной кислоты, используют в качестве отдушки для пищевых эссенций, косметики и в качестве компонентов парфюмерных композиций.